# ديان ستويكوفيتش
ديان ستويكوفيتش هو لاعب كرة قدم صربي في مركز الهجوم، ولد في 11 يوليو 1977 في بلغراد في صربيا. لعب مع أورالان إليستا وراد بيوغراد ونادي ال كي اس ودز ونادي رونافيك.

## وصلات خارجية
- ديان ستويكوفيتش على موقع قاعدة بيانات كرة القدم.إي يو (الإنجليزية)